# Grzymałów (gmina)
Grzymałów – dawna gmina wiejska w powiecie skałackim województwa tarnopolskiego II Rzeczypospolitej. Siedzibą gminy było miasto Grzymałów, które stanowiło odrębną gminę miejską (podczas okupacji 1941–44 pozbawiony praw miejskich i włączony do gminy).
Gminę utworzono 1 sierpnia 1934 r. w ramach reformy na podstawie ustawy scaleniowej z dotychczasowych gmin wiejskich: Bilitówka, Bucyki, Eleonorówka, Hlibów, Leżanówka, Poznanka Gniła i Poznanka Hetmańska.
Pod okupacją część gminy Grzymałów (Poznanka Gniła i Poznanka Hetmańska) przyłączono do nowej gminy Sorocko; do gminy Grzymałów dołączono natomiast pozbawiony praw miejskich Grzymałów.
Po II wojnie światowej obszar gminy znalazł się w ZSRR.